# 50 mm moździerz mle 37
50 mm moździerz modèle 37 – francuski moździerz lekkiej piechoty, z okresu II wojny światowej i lat powojennych.

## Projekt
Modèle 37 został wprowadzony do uzbrojenia francuskich wojsk lądowych w 1939 roku, w celu zastąpienia granatów nasadkowych w plutonach piechoty. Była to prosta broń składająca się z lufy, podstawy i dwójnogu, o stałym kącie ostrzału wynoszącym 45°, z zasięgiem ustawianym przez przekręcenie pierścienia na podstawie, który zmieniał średnicę otworów gazowych na lufie. Moździerz choć lekki i mobilny, miał krótki zasięg wynoszący 460 metrów i wystrzeliwał niewielki pocisk o masie 0,43 kilograma.
Po testach w 1937 roku pierwsze zamówienie na 21 950 moździerzy zostało złożone w styczniu 1938 roku. Zamówienie to w momencie wybuchu wojny, zostało zmienione na 50 000 moździerzy, a wszystkie miały być ukończone do stycznia 1941 roku. Jednak tylko 2900 zostało wyprodukowanych do rozpoczęcia kampanii francuskiej w maju 1940 roku. Produkcja została wstrzymana po upadku Francji w czerwcu bieżącego roku i wznowiona dopiero w roku 1944. Zdobyte przez Niemców moździerze otrzymały oznaczenie Granatwerfer 203(f). Modèle 37 pozostawał we francuskiej armii do zakończenia I wojny indochińskiej w 1954 roku, kiedy to został wycofany z uzbrojenia.

## Konwersja amunicji
Niemcy przerobili zdobyczną amunicję moździerza modèle 37, aby służyła jako amunicja kasetowa do bomb kasetowych AB 70-D1 (Abwurfbehälter); otrzymała nowy statecznik i nazwę SD 1 FRZ. Inną niemiecką konwersją była mina Behelfsmine W-1, która polegała na usunięciu zapalnika w głowicy pocisku i statecznika, a następnie dodaniu do pocisku zapalnika chemicznego „Buck” i użyciu go jako małej miny przeciwpiechotnej lub jako miny-pułapki.

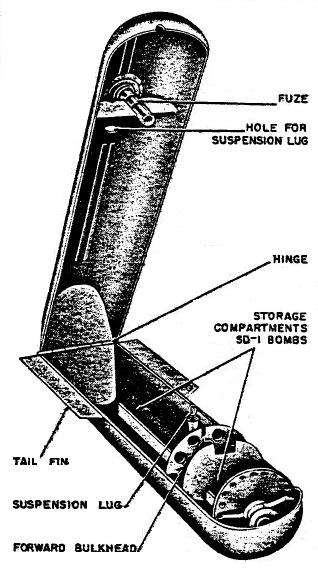
Zasobnik niemieckiej bomby kasetowej AB 70-D1
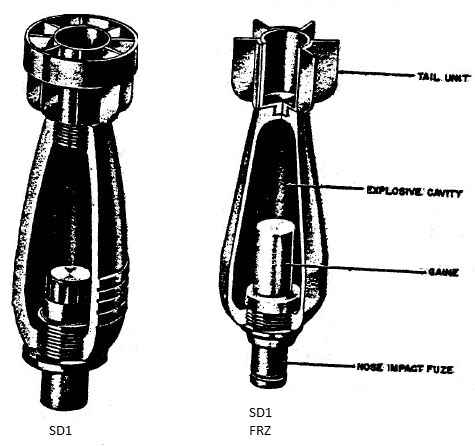
Niemiecka SD 1 i francuska SD 1 FRZ subamunicja kasetowa
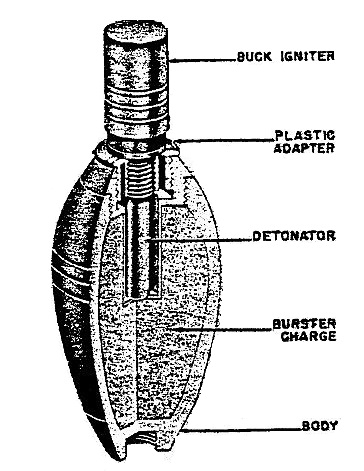
Przekrój niemieckiej miny Behelfsmine W-1
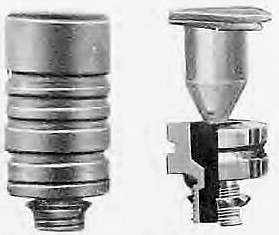
Niemiecki zapalnik chemiczny „Buck”